# Mrač
Mrač är en ort i Tjeckien.   Den ligger i regionen Mellersta Böhmen, i den centrala delen av landet, 30 km sydost om huvudstaden Prag. Mrač ligger 333 meter över havet och antalet invånare är 643.
Terrängen runt Mrač är huvudsakligen platt, men åt nordväst är den kuperad.Runt Mrač är det ganska glesbefolkat, med 29 invånare per kvadratkilometer. Närmaste större samhälle är Benešov, 5,3 km söder om Mrač. Omgivningarna runt Mrač är en mosaik av jordbruksmark och naturlig växtlighet.

## Galleri

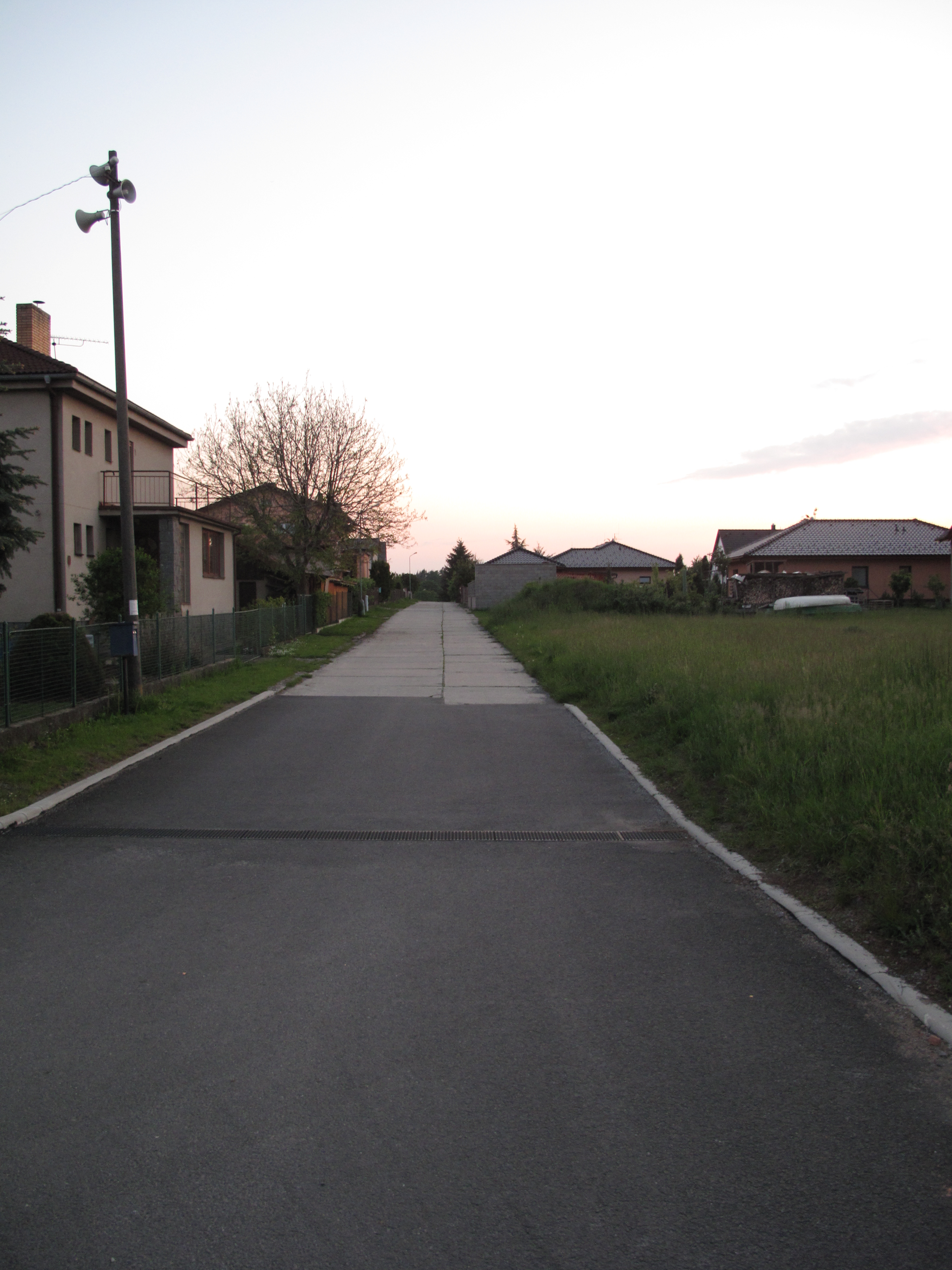
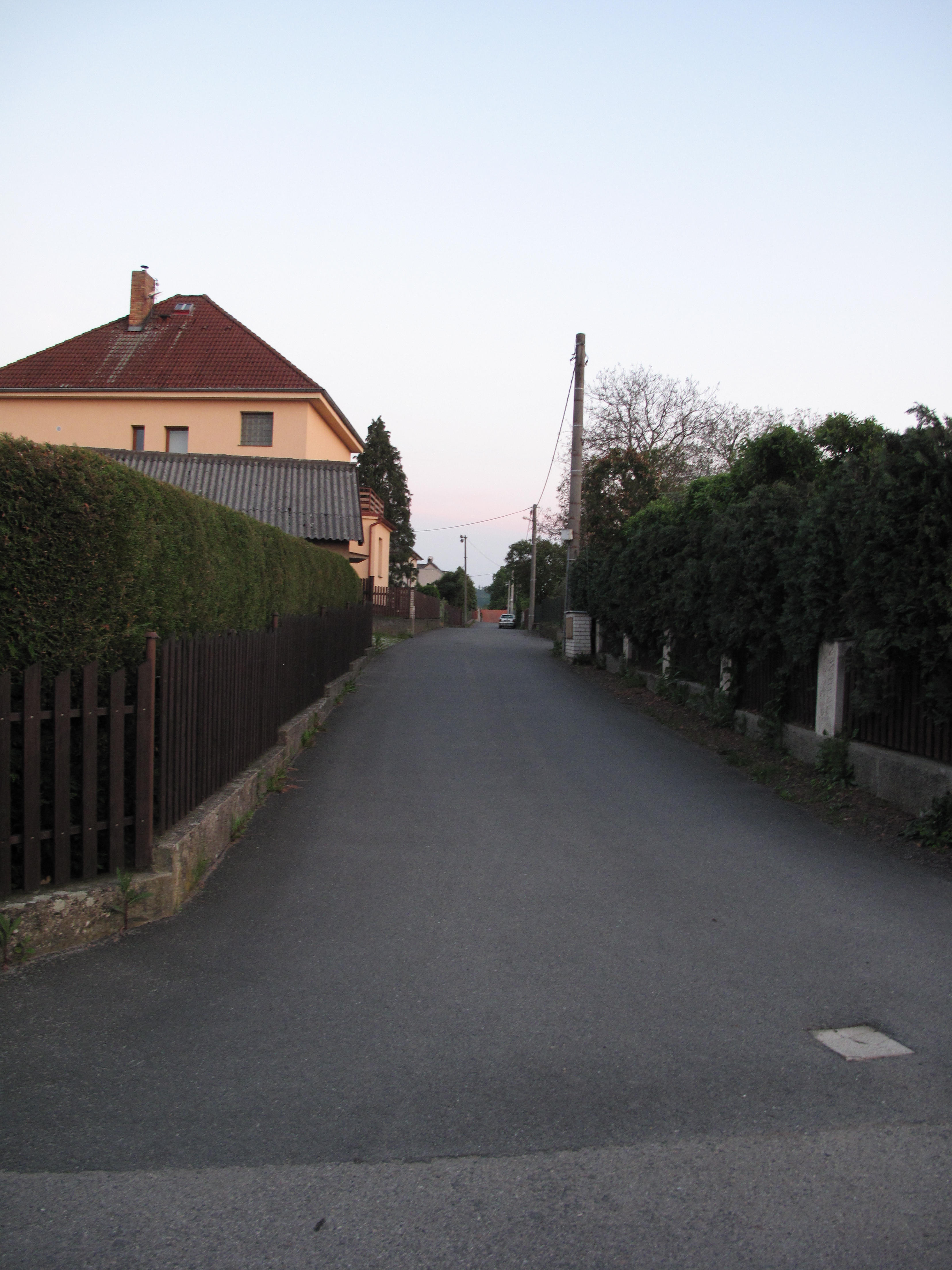
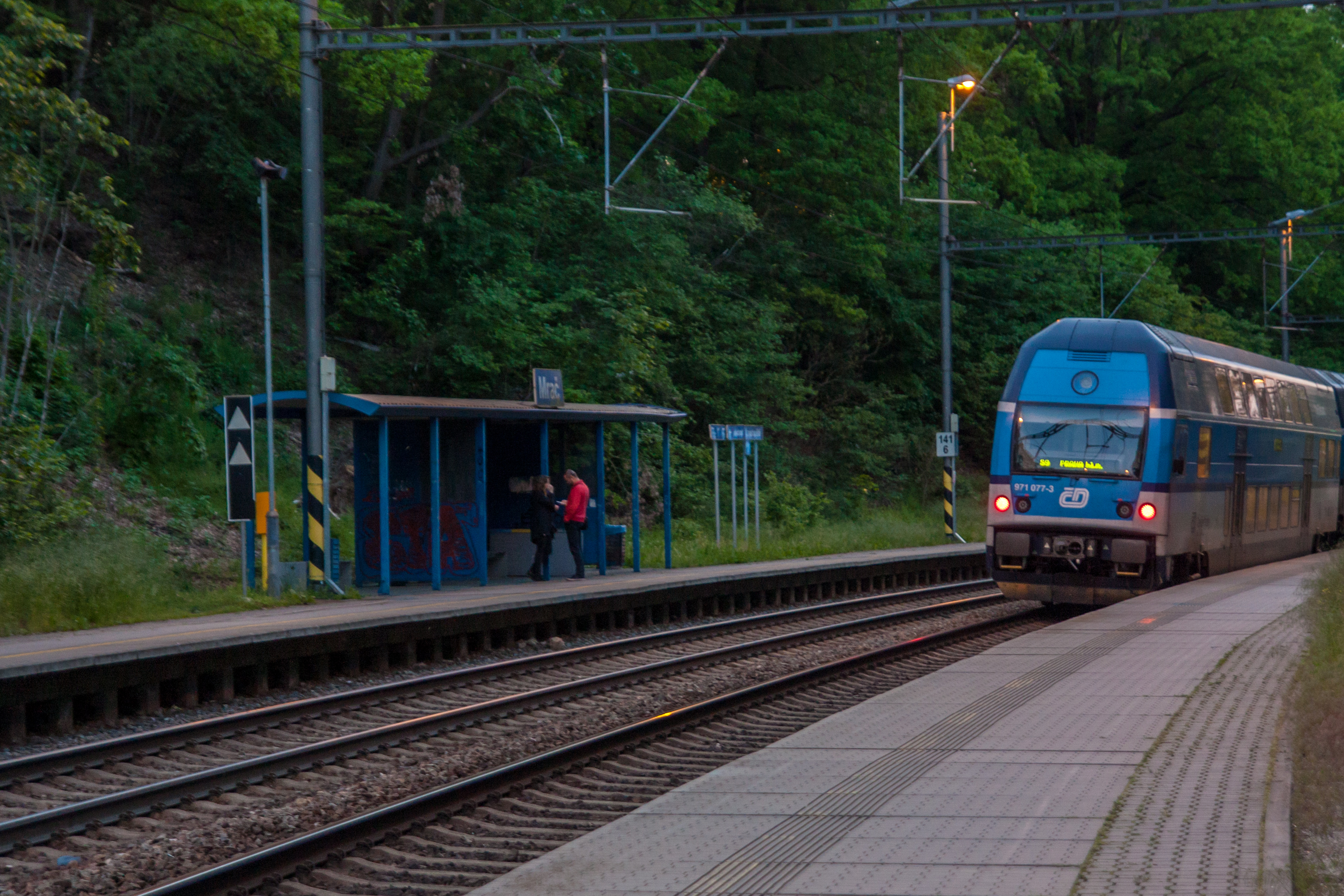